# Nematocera
I Nematoceri (Nematocera Schiner, 1862) sono un sottordine di insetti appartenente all'ordine dei Diptera. Comprende specie generalmente idrofile, acquaiole o acquatiche negli stadi pre-immaginali, oppure fitofaghe endofite. Gli adulti sono ematofagi (generalmente le sole femmine) oppure glicifagi. Molte specie hanno femmine adulte ematofaghe che sono veicoli o vettori di malattie varie. La loro importanza risiede principalmente nell'associazione di alcune specie con l'Uomo e altri mammiferi, a cui possono trasmettere gli agenti eziologici di alcune importanti e gravi malattie infettive.

## Descrizione
I Nematoceri hanno la tipica conformazione delle zanzare, insetti alquanto familiari compresi in questo sottordine. Il corpo è delicato e sottile, dalla forma slanciata e dai colori poco appariscenti. Si distinguono dai Brachiceri, l'altro sottordine dei Ditteri, per la conformazione delle antenne e per alcuni altri caratteri meno evidenti, come la morfologia della venatura alare, del mesotorace, delle zampe e, infine, la morfologia degli stadi preimmaginali. Anche l'apparato boccale presenta caratteri generalmente distinti, ma per l'eterogeneità di questo carattere nell'ambito del sottordine non vi sono chiavi dicotomiche di differenziazione fra i sottordini.
Il capo porta antenne lunghe, filiformi o piumose, costituite da 6-40 articoli subeguali. Gli occhi sono generalmente ben sviluppati ma in modo meno marcato rispetto ai Brachiceri. L'apparato boccale è di tipo pungente-succhiante oppure, più frequentemente, succhiante non perforante, con appendici boccali generalmente ben sviluppate in lunghezza e sottili, compreso il labbro superiore. Le mandibole possono avere vario sviluppo, in relazione alla capacità di perforazione; nell'apparato boccale pungente si differenziano da quelle dei Brachiceri per essere marcatamente più lunghe. Le mascelle hanno palpi stilettiformi, composti da 4-5 segmenti e galee lunghe e sottili. Il labbro inferiore è pure esso allungato e sottile e conformato a doccia, in modo da accogliere le altre appendici boccali. Il canale di suzione è formato dal labbro superiore, conformato a doccia, appressato alla prefaringe.
Il torace mostra un marcato sviluppo del secondo segmento (mesotorace) rispetto agli altri. Fra i caratteri morfologici differenziali, rispetto ai Brachiceri, vi rientrano la conformazione della sutura pleurale del mesotorace, che si estende come una linea retta dalla base dell'ala all'inserzione delle mesocoxe. Nei Tipuloidea è presente una caratteristica sutura dorsale, a forma di V, che percorre trasversalmente il mesonoto. Le zampe sono piuttosto lunghe e molto esili. Le ali sono strette e allungate, i bilancieri scoperti, talora molto lunghi (Tipuloidea). Nella venatura alare si rileva la netta separazione della cubito dalla prima anale.

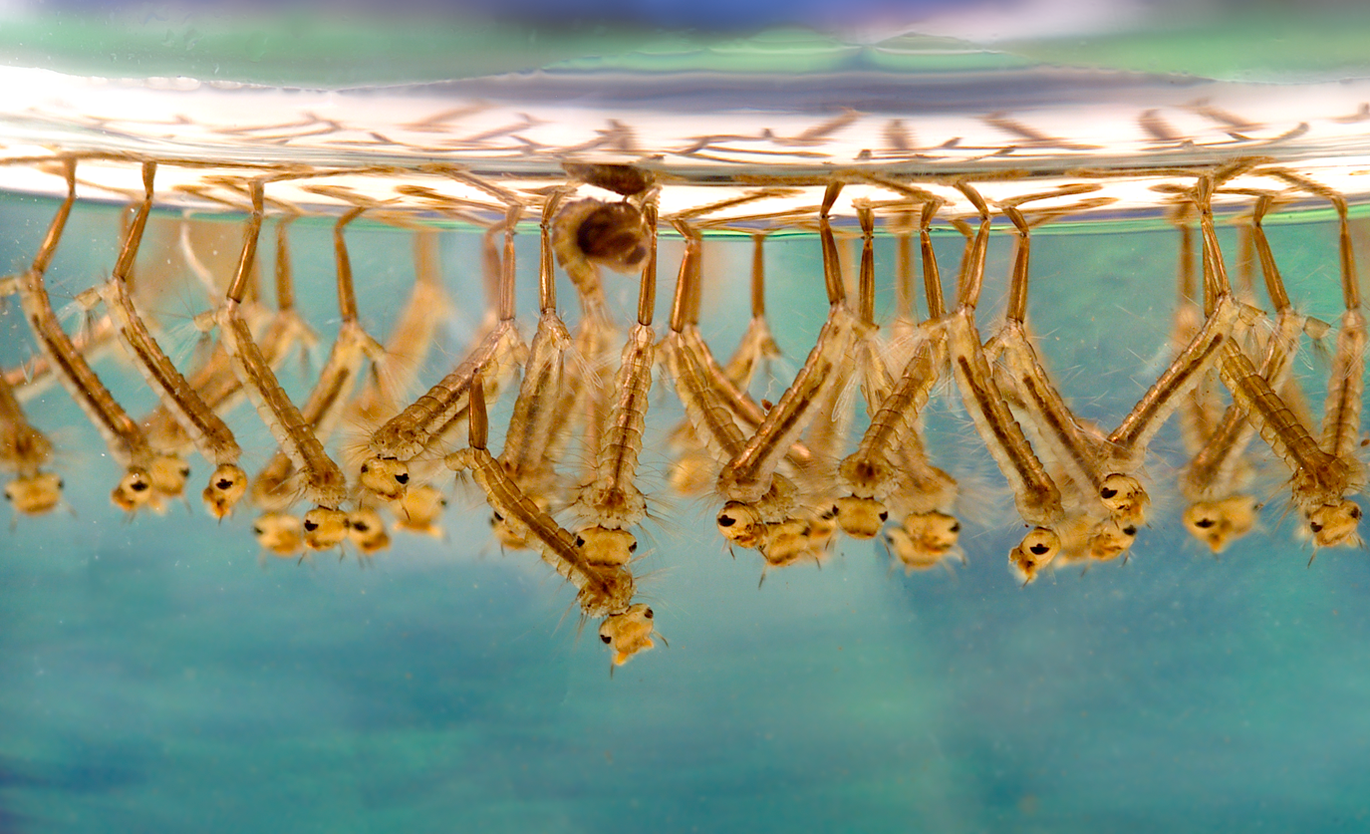
Larve e pupa (al centro) di Culex.

Le larve sono apode e con capo ben differenziato (eucefale o emicefale), spesso provviste di processi toracici e addominali. L'apparato boccale è masticatore modificato ma mostra un grado di differenziazione meno marcato rispetto a quello della maggior parte dei Brachiceri. Le mandibole si muovono sempre lungo un piano trasversale.
Le pupe sono obtecte, generalmente libere ma talvolta, racchiuse in un bozzolo formato da cera frammista a detriti (Simuliidae) oppure in involucro formato dall'exuvia dell'ultimo stadio larvale (Cecidomyiidae, Bibionidae).

## Biologia

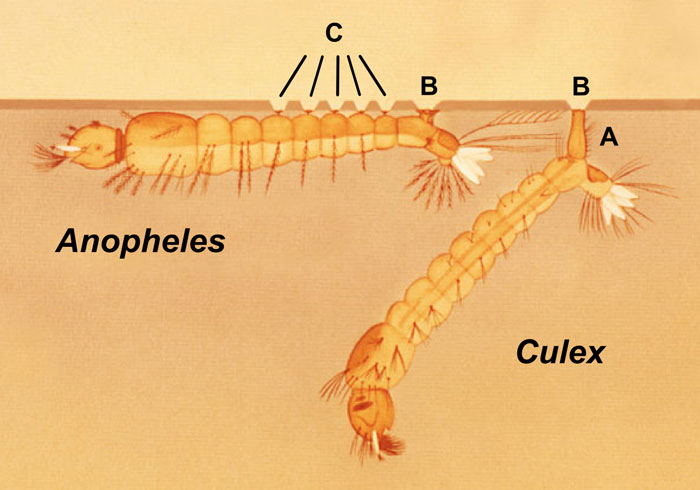
Principale elemento di differenziazione fra le larve di Anopheles e Culex. LAnopheles si dispone parallelamente alla superficie, per mezzo delle setole palmate (C), in modo da portare la piastra stigmatica (B) a contatto con la superficie; il Culex, provvisto del sifone respiratorio (A), resta più immerso disponendosi obliquamente.

I Nematoceri sono insetti olometaboli con sviluppo postembrionale che attraversa quattro stadi di larva e uno di pupa; nei Simuliidae gli stadi larvali sono sei. La pupa è adectica e i movimenti sono dovuti all'adulto in fase farata. Lo sfarfallamento ha luogo attraverso una rottura dorsale della cuticola a forma di T.
La riproduzione è in genere di tipo anfigonico con accoppiamenti che avvengono spesso in volo. In alcune specie di Cecidomyiidae e Chironomidae ricorre la riproduzione pedogenetica, meccanismo riproduttivo che si riscontra, in particolari condizioni, oltre che nell'ordine dei Ditteri, in quello dei Coleotteri (Micromalthidae).
Gli stadi preimmaginali hanno spesso habitat acquatico, in acque stagnanti o correnti, oppure vivono in substrati organici in decomposizione, più o meno umidi, nel terreno o all'interno di galle. Il regime alimentare, secondo i gruppi, è saprofago, zoofago, fitofago. Caratteristica è la disposizione delle larve e delle pupe ad habitat acquatico in molte specie: l'insetto "galleggia" sotto la superficie dell'acqua per mezzo di frange di setole disposte in varie posizioni. La respirazione avviene spesso per mezzo di sifoni messi in relazione con gli stigmi. Alcune specie sfruttano i sifoni per prelevare l'aria dai parenchimi aeriferi di piante acquatiche.
Gli adulti hanno, nella generalità dei casi, un regime dietetico glicifago, nutrendosi di nettare o altri liquidi zuccherini oppure non si nutrono affatto. Le femmine di diversi gruppi sistematici sono ematofaghe e si nutrono di sangue di vertebrati prelevato per mezzo dell'apparato boccale pungente-succhiante. Il regime alimentare ematofago dura per tutta la vita di adulto oppure si limita ad una fase limitata finalizzata a costituire le riserve trofiche necessarie per la riproduzione.

## Importanza

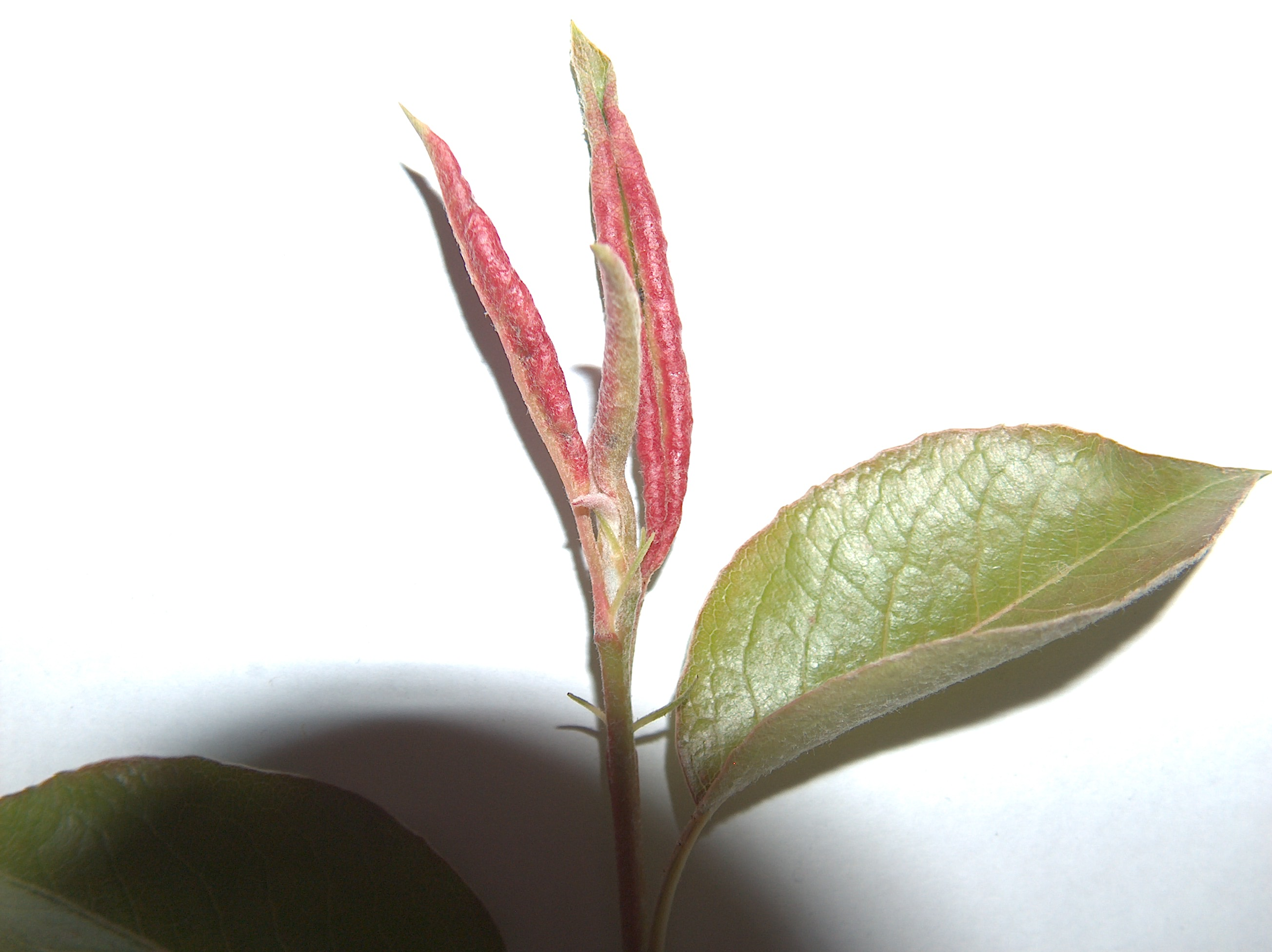
Foglie giovani di pero attaccate da larve di Dasineura pyri. L'attacco, facilmente riconoscibile, impedisce lo svolgimento del lembo fogliare, che resta arrotolato e assume una consistenza carnosa e una colorazione rossastra.

Diversi Nematoceri hanno una grande importanza dal punto di vista parassitologico in quanto vettori di microrganismi, patogeni per l'uomo o per altri vertebrati, rappresentati da virus, batteri o protozoi.
Di particolare importanza sono i Nematoceri del genere Anopheles, i quali trasmettono alcune specie di Plasmodium (Protista: Sporozoa), come ad esempio Plasmodium falciparum e Plasmodium malariae, agenti eziologici di alcune forme di malaria. Gli sporozoi trasmessi dai Nematoceri sono parassiti del sangue e degli organi emopoietici dei Vertebrati; il loro ciclo vitale si realizza in due ospiti: un vertebrato, dove albergano le forme evolutive asessuate del parassita, ed un invertebrato vettore, generalmente un artropode, nel quale si sviluppano le forme sessuate.
Le specie fitofaghe di maggiore importanza rientrano nelle famiglie dei Tipulidae, dei Chironomidae, dei Bibionidae, tutte occasionalmente dannose, e, soprattutto, in quella dei Cecidomyiidae. Quest'ultima famiglia, comprendente anche specie entomofaghe, rappresenta i Nematoceri fitofagi più dannosi. Le larve si sviluppano all'interno di galle (o cecidi) o altre deformazioni (pseudogalle) provocate per lo più sulle gemme, sulle foglie, sui frutti o sui frutticini in accrescimento. I danni consistono in malformazioni dei giovani getti, filloptosi e atrofia dei frutti. Fra i Cecidomidi di maggiore importanza agraria in Europa si annoverano quelli associati al pero: Contarinia pyrivora o cecidomia delle pere, Dasineura pyri o cecidomia fogliare del pero e Apomyia bergenstammi o cecidomia delle gemme dei peri, quest'ultima solo occasionalmente dannosa. Le prime due sono rispettivamente dannose ai frutticini, provocandone la cascola, e alle giovani foglioline, sulle quali provocano l'arrotolamento longitudinale del lembo, l'alterazione istologica e cromatica e, infine, il disseccamento e la caduta precoce.

## Tassonomia
Il sottordine dei Nematocera, comprendente Ditteri primitivi, è un raggruppamento artificiale in quanto parafiletico; la posizione di alcune famiglie è incerta in quanto correlate filogeneticamente ai Brachiceri. Attualmente le varie famiglie di Nematoceri sono distribuite fra sette infraordini:
- Axymyiomorpha. Comprende una sola superfamiglia e una sola famiglia:
  - Axymyioidea. Famiglie: Axymyiidae.
- Bibionomorpha. Si suddivide in un tre superfamiglie:
  - Bibionoidea. Famiglie: Bibionidae, Hesperinidae
  - Pachyneuroidea. Famiglie: Pachyneuridae
  - Sciaroidea. Famiglie: Bolitophilidae, Cecidomyiidae, Diadocidiidae, Ditomyiidae, Keroplatidae, Lygistorrhinidae, Mycetophilidae, Rangomaramidae, Sciaridae
- Blephariceromorpha. Famiglie: Blephariceridae, Deuterophlebiidae, Nymphomyiidae.
- Culicomorpha. Si divide in due superfamiglie:
  - Chironomoidea. Famiglie: Chironomidae, Ceratopogonidae, Simuliidae, Thaumaleidae.
  - Culicoidea. Famiglie: Chaoboridae, Corethrellidae, Culicidae, Dixidae.
- Psychodomorpha. Si divide in tre superfamiglie:
  - Anisopodoidea. Famiglie: Anisopodidae.
  - Psychodoidea. Famiglie: Psychodidae.
  - Scatopsoidea. Famiglie: Canthyloscelidae, Perissommatidae, Scatopsidae.
- Ptychopteromorpha. Famiglie: Ptychopteridae e Tanyderidae.
- Tipulomorpha. Si suddivide in due superfamiglie:
  - Tipuloidea. Famiglie: Cylindrotomidae, Limoniidae, Pediciidae, Tipulidae.
  - Trichoceroidea. Famiglie: Trichoceridae.